# 生田信
生田信（いくた のぶ、1885年 - 1950年）は、日本の測夫（測量助手）。

## 略歴・人物
- 静岡県千頭（現在の川根本町）の出身。
- 山に強かったことから、1907年（明治40年）に行われた剱岳での測量（団長：柴崎芳太郎）に測夫として参加。観測結果の記録などを担当した。7月13日、剱岳への登頂を果たした[1]。
- 剱岳への登頂後、帰郷して結婚。行商を経て1928年（昭和3年）に家庭用品販売店を創業。1950年に亡くなるまで従事した。
- 新田次郎の小説『劒岳 点の記』では、若気の至りで無茶をし、柴崎や宇治長次郎らをハラハラさせるも、苦難に直面することで最後は謙虚さの必要性に気づき、仲間を認め合う男として描かれている。

## 演じた俳優
- 松田龍平：映画『劒岳 点の記』

## 参考資料
- 静岡新聞「おとな派 エトセトラ」

| スタブアイコン | サブスタブ | この項目は、まだ閲覧者の調べものの参照としては役立たない、人物に関連した書きかけの項目です。この項目を加筆・訂正などしてくださる協力者を求めています（P:人物伝/PJ:人物伝）。 |